# Дамиан (Самардзис)
Архиепи́скоп Дамиа́н (греч. Αρχιεπίσκοπος Δαμιανός, в миру Дими́триос Георги́у Самардзи́с греч. Δημήτριος Γεωργίου Σαμαρτζής; 4 апреля 1935, Афины, Греция) — иерарх Иерусалимской православной церкви, предстоятель автономной Синайской православной церкви с титулом Архиепи́скоп Сина́йский, Фара́нский и Раи́фский.

## Биография
Обучался на Богословском факультете Афинского университета, который окончил в 1959 году. Во время обучения посещал лекции по медицине.
Проходил службу в греческой армии, а после её окончания в 1961 году был принят послушником в монастырь Святой Екатерины на Синае. В 1962 году архиепископом Синайским Порфирием был рукоположён в сан иеродиакона, а в 1965 году — в сан иеромонаха.
С 1970 по 1971 годы в составе православной миссии находился в Восточной Африке.
Позднее был секретарём собора старцев монастыря, преподавал в монастырской школе «Абетион» в Каире. Им была открыта клиника для медицинской помощи бедуинам.

### Служение предстоятеля
В 1973 году избран архиепископом Синайским. Архиерейскую хиротонию архимандрита Дамиана в сан епископа и возведение его в сан архиепископа возглавил 23 декабря 1973 года патриарх Иерусалимский Венедикт.
Неоднократно посещал с мирными визитами Русскую православную церковь (в 1987 году состоялся его визит в Москву, а позднее — в Киев).
Одной из его основных задач на посту архиепископа Синайского было сделать доступным для широких кругов научной общественности богатое наследие обители: в декабре 2001 года в монастырях Синайской архиепископии им были организованы торжества в честь 3300-летия Закона Моисея и 2000-летия христианства, которые почтили своим присутствием Константинопольский и Александрийский патриархи; идёт работа по цифровой обработке древних рукописей монастырской библиотеки, изданию каталогов монастырских древностей и др.
С 3 октября 2012 года является старейшим по архиерейской хиротонии иерархом Иерусалимской православной церкви.